# Kaňon Blanice
Kaňon Blanice je přírodní rezervace ve správních územích města Volary a obce Záblatí v okrese Prachatice v Jihočeském kraji. Nachází se na rozhraní Šumavy a Šumavského podhůří podél řeky Blanice a jejích přítoků. Vyhlášena byla k ochraně ekosystémů vodních toků, přirozených lesů, skal, drolin, luk, pastvin a biotopů vzácných a ohrožených organismů, ke kterým patří perlorodka říční, mihule potoční, vranka obecná nebo netopýr velký.

## Historie
Krajina v oblasti přírodní rezervace a jejím okolí byla od první poloviny čtrnáctého století součástí panství hradu Hus, jehož stavbu roku 1341 povolil král Jan Lucemburský bratrům Jenšíkovi, Vavřinci, Herbortovi a Peškovi z Janovic. O sto let později byl hrad využívaný loupeživým rytířem Habartem Lopatou z Hrádku dobyt a zbořen.
Většinu území rezervace porůstají lesy, v nichž 90 % tvoří jehličnany s dominantním smrkem a borovicí. Na nepřístupných lokalitách se dochovaly pralesovité zbytky s přirozenou druhovou skladbou, i když buky nebo jedle byly zcela vytěženy. Les je zde zásahy člověka formován přibližně 600 let. Obnova vytěžených částí probíhala pozvolně a vycházela z původního lesa, takže věk stromů korunové úrovně v nejvyspělejších stádiích lesa na prudkých svazích se liší až přibližně o osmdesát let. Průměrný věk nejstarších stromů se pohybuje v rozmezí 130 až 140 let.
Chráněné území vyhlásilo Ministerstvo životního prostředí v kategorii přírodní rezervace s účinností od 1. července 2021. Od roku 1963 je území rezervace součástí chráněné krajinné oblasti Šumava a od roku 2004 také evropsky významné lokality Šumava. Přírodní rezervace Kaňon Blanice ve své severní části zahrnuje zrušenou starší přírodní rezervaci Na soutoku.

## Přírodní poměry
Přírodní rezervace s rozlohou 130,98 hektarů leží v nadmořské výšce 608–780 metrů v katastrálních územích Cudrovice, Hlásná Lhota, Krejčovice, Křišťanovice, Řepešín a Zvěřenice na rozhraní Šumavy a Šumavského podhůří. Její osu tvoří údolí řeky Blanice přibližně mezi hradem Hus a Řepešínským mlýnem u Zvěřenic, z něhož vybíhají krátké výběžky zejména do údolí Milešického a Křemenného potoka.

### Abiotické poměry

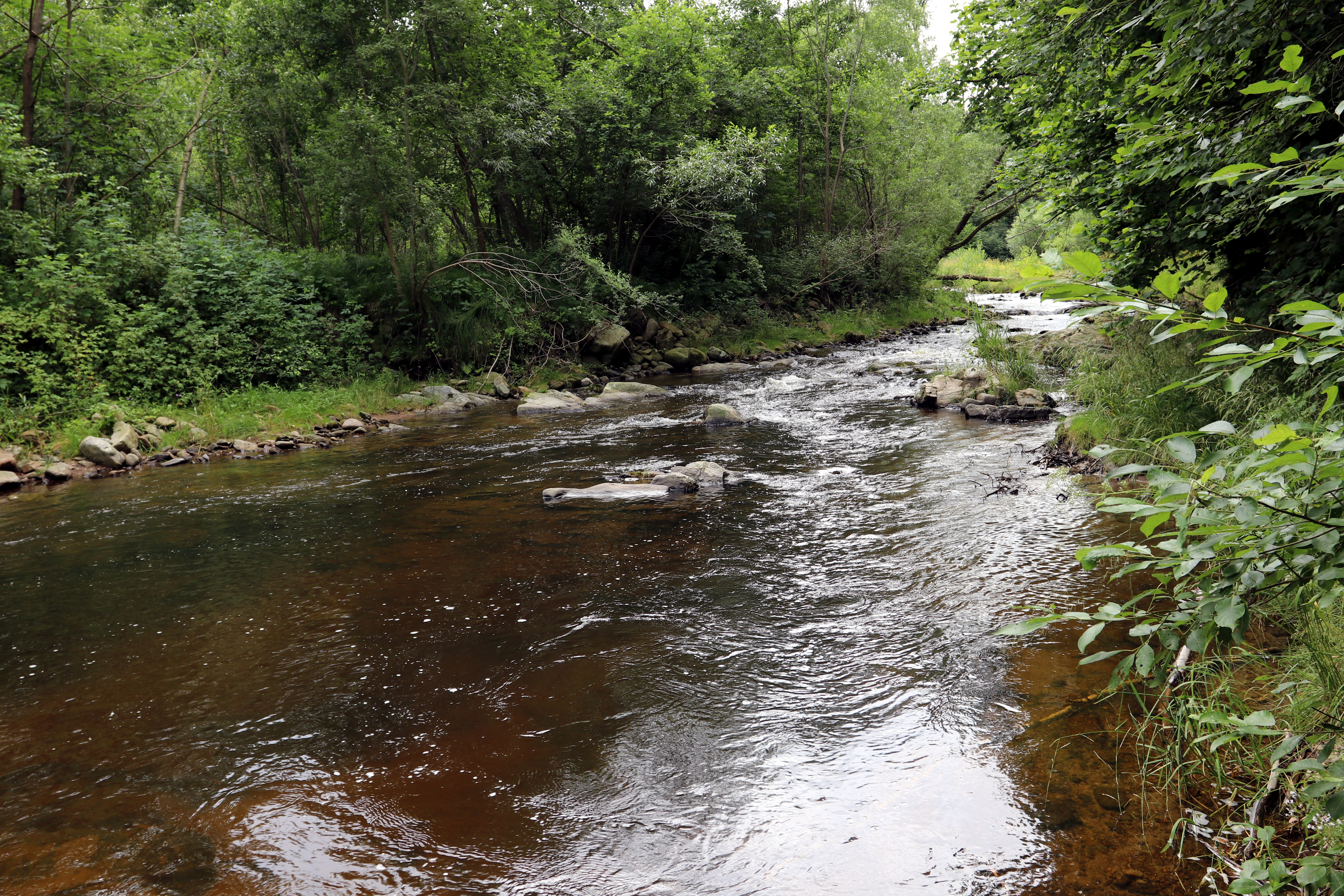
Řeka Blanice

Geologické podloží tvoří především metamorfované horniny. V jižní části řeka Blanice protíná masiv Panského vrchu budovaného migmatitem až anatexitem. V ostatních částech převažuje zejména pararula s obsahem cordieritu, biotitu, silimanitu, granátu a muskovitu. Jihozápadně od Hlásné Lhoty toto prostředí narušují nevelké vložky erlanu a žilného granitu. V údolní nivě jsou tyto horniny podloží překryty svahovými sedimenty. Na sedimentech v údolí Blanice se vyvinul půdní typ fluvizem modální, která v údolích menších přítoků přechází do gleje histického. Údolní svahy pokrývají různé druhy kambizemí a kryptopodzolů.
V geomorfologickém členění Česka se většina rezervace nachází v Šumavském podhůří, konkrétně v podcelku Prachatická hornatina a okrsku Libínská hornatina. Menší část na západě pod soutokem Blanice s Křemenným potokem leží na Šumavě, v podcelku Boubínská hornatina a okrsku Včelenská hornatina. Na modelování reliéfu se podílí především gravitační svahová eroze a erozní činnost Blanice. Údolní svahy jsou strmé a rozčleněné výrazně zahloubenými údolíčky přítoků, které na dně údolí řeky vytvářejí náplavové kužele.
V rámci Quittovy klasifikace podnebí se území nachází na rozhraní chladné oblasti CH7 a mírně teplé oblastí MT3, do které však zasahuje jen nejsevernější část rezervace u Zvěřenic. Pro oblast CH7 jsou typické průměrné teploty −3 až −4 °C v lednu a 15–16 °C v červenci. Roční úhrn srážek dosahuje 850–1000 milimetrů, sníh zde leží 100–120 dní v roce. Mrazových dnů bývá 140–160, zatímco letních dnů jen deset až třicet. Oblast MT3 mívá průměrné teploty −3 až −4 °C v lednu a 16–17 °C v červenci. Roční úhrn srážek dosahuje 600–750 milimetrů, počet letních dnů je dvacet až třicet, počet mrazových dnů se pohybuje mezi 160–160 a sněhová pokrývka zde leží šedesát až sto dnů v roce.

### Houby a lišejníky

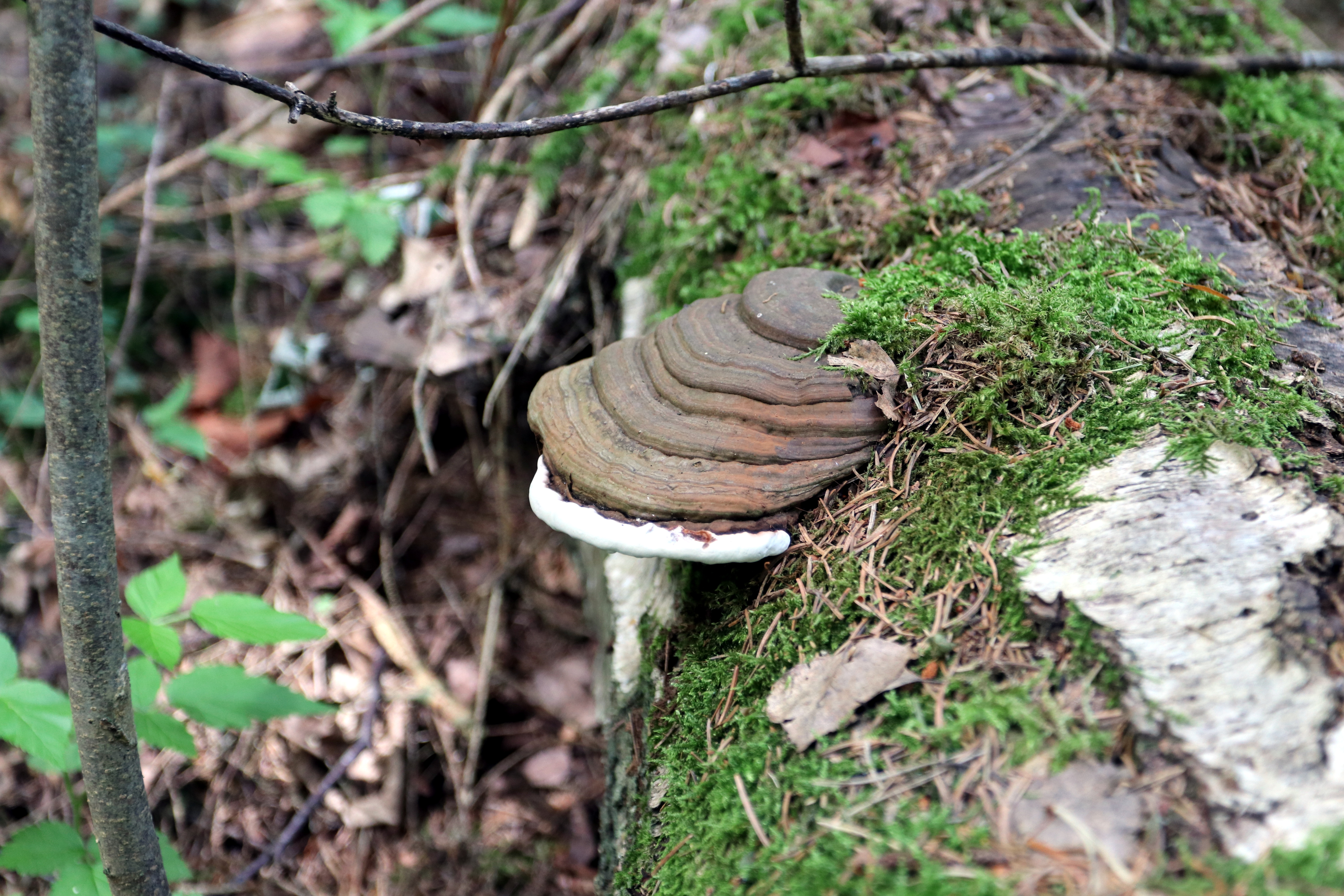

Ve vlhkých mechových porostech na kyselých půdách se ve vazbě na jehličnany vyskytuje kriticky ohrožená houba šťavnatka kozí (Hygrophorus camarophyllus) a jako mykorhizní symbiont jedle také ryzec bledoslizký (Lactarius albocarneus). Další druhy jsou považovány za zranitelné nebo ohrožené. Patří k nim saprotrofní houby helmovka dvojvonná (Mycena diosma), kržatka Jennyina (Phaeocollybia jennyae), žilnatka bledá (Phlebia centrifuga), lysohlávka česká (Psilocybe bohemic), pevník vonný (Cystostereum murrayi), troudnatec růžový (Fomitopsis rosea), hlíva hnízdovitá (Phyllotopsis nidulans) a saprotrofní a parazitické druhy korálovec jedlový (Hericium flagellum) a houževnatec vonný (Lentinus suavissimus). Čistě parazitní houby rostoucí na bázi kmenů nebo kořenech listnatých stromů zastupuje šupinovka tmavošupinná (Pholiota jahnii). Mezi mykorhizní symbiotické druhy se řadí také holubinka smutná (Russula consobrina), pavučinec olšový (Cortinarius alnetorum) a vláknice zardělá (Inocybe whitei). Z lišejníků byla zaznamenána dutohlávka sobí (Cladonia rangiferina).

### Flóra
Z cévnatých rostlin v okolí hradu Hus roste kriticky ohrožený zvonek hadincovitý (Campanula cervicaria). V okolí hradu roztroušeně roste také kamzičník rakouský (Doronicum austriacum). Z méně ohrožených druhů na loukách rostou prha arnika (Arnica montana), vrbovka bahenní (Epilobium palustre), kosatec sibiřský (Iris sibirica), vzácně hadí mord nízký (Scorzonera humilis), zvonečník černý (Phyteuma nigrum) a škarda měkká čertukolistá (Crepis mollis subsp. succisifolia). V lesních porostech lze nalézt vranec jedlový (Huperzia selago), dřípatku horskou (Soldanella montana), oměj pestrý (Aconitum variegatum), plavuň pučivou (Lycopodium annotinum) nebo vemeník zelenavý (Cicindela sylvatica). V lesních porostech na údolních svazích roste roztroušeně jako příměs jedle bělokorá (Abies alba).

### Fauna
V době před vyhlášením rezervace byly na jejím území pozorovány v množství jednotlivých kusů zástupci motýlů a jiných bezobratlých živočichů: modrásek bahenní (Phengaris nausithous), přástevník kopřivový (Spilosoma urticae), dřevobarvec olšový (Lithophane consocia), perleťovec mokřadní (Boloria eunomia), otakárek fenyklový (Papilio machaon), píďalka kozlíková (Colostygia kollariaria), bělásek hrachorový (Leptidea sinapis), batolec červený (Apatura ilia), batolec duhový (Apatura iris), svižník lesní (Cicindela sylvatica)  a střevlík Scheidlerův (Carabus scheidleri).
V řece Blanici žila v nevelká populace (jednotky kusů) kriticky ohrožené perlorodky říční (Margaritifera margaritifera) a v podobných množstvích byli zaznamenány ryby lipan podhorní (Thymallus thymallus), mihule potoční (Lampetra planeri), vranka obecná (Cottus gobio) a mník jednovousý (Lota lota).
Lesní komplex využívala k hnízdění kriticky ohrožená linduška horská (Anthus spinoletta) a z dalších druhů čáp černý (Ciconia nigra), jeřábek lesní (Tetrastes bonasia), ořešník kropenatý (Nucifraga caryocatactes), sluka lesní (Scolopax rusticola) a holub doupňák (Columba oenas). Lučním a přechodným stanovištím dávají přednost bekasina otavní (Gallinago gallinago), ťuhýk obecný (Lanius collurio), bramborníček hnědý (Saxicola rubetra) a v okolí vodních toků hnízdil ledňáček říční (Alcedo atthis). Jako potravní teritorium rezervaci využíval sokol stěhovavý (Falco peregrimus) a krkavec velký (Corvux corax).
Chráněné území poskytuje biotop pro obojživelníky, z nichž byli v počtu desítek kusů zaznamenáni čolek horský (Ichthyosaura alpestris), ropucha obecná (Bufo bufo) a skokan hnědý (Rana temporaria). Z plazů v okolí vody žila užovka obojková (Natrix natrix), na výslunných vlhkých místech zmije obecná (Vipera berus) a v celém území v počtu desítek kusů slepýš křehký (Anguis fragilis), ještěrka živorodá (Zootoca vivipara) a ještěrka obecná (Lacerta agilis).
Ze savců v okolí Blanice a jejích přítoků žila vydra říční (Lutra lutra) a území bylo součástí potravního teritoria rysa ostrovida (Linx linx). Skalní útvary ve světlých lesích obýval netopýr velký (Myotis myotis), netopýr ušatý (Plecotus auritus) a okolí vodních ploch využíval netopýr vodní (Myotis daubentonii).

## Ochrana přírody

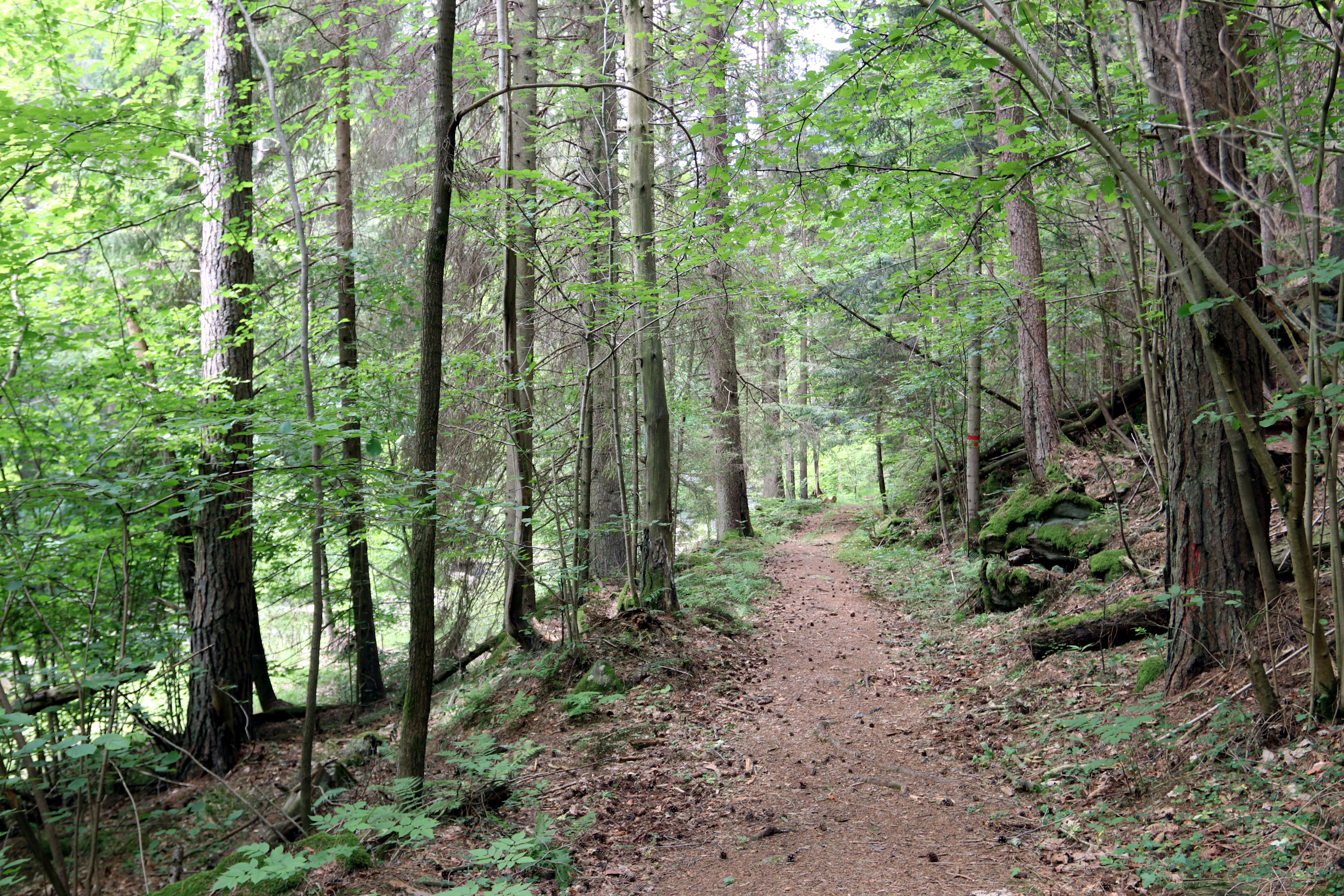
Les v severní části přírodní rezervace

Předmětem ochrany přírody v rezervaci je komplex ekosystémů s výskytem vzácných druhů živočichů. Chráněné ekosystémy jsou:
- horské olšiny s olší šedou (6,6 % rozlohy),
- údolní jasanovo-olšové luhy (7,1 %),
- suťové lesy (8 %),
- květnaté bučiny (4 %),
- acidofilní bučiny (14,5%),
- boreokontinentální bory (3,9 %),
- štěrbinová vegetace silikátových skal a drolin (1,7 %),
- vlhká tužebníková lada (1,2 %),
- střídavě vlhké bezkolencové louky (4,1 %).[18]

Z živočišných druhů jsou předmětem ochrany perlorodka říční, netopýr velký, rys ostrovid, mihule potoční a vranka obecná.

## Přístup
Jižní částí přírodní rezervace vede modře značená turistická trasa od Křišťanovického rybníka k hradu Hus a dále do Volar. Od Řepešínského mlýna k soutoku Blanice s Křemenným potokem je značena naučná stezka Na soutoku.